# Lijst van beelden in Boxmeer
Dit is een (onvolledige) chronologische lijst van beelden in Boxmeer. Onder een beeld wordt hier verstaan elk driedimensionaal kunstwerk in de openbare ruimte van de Nederlandse gemeente Boxmeer, waarbij beeld wordt gebruikt als verzamelbegrip voor sculpturen, standbeelden, installaties, gedenktekens en overige beeldhouwwerken.
Voor een volledig overzicht van de beschikbare afbeeldingen zie: Beelden in Boxmeer op Wikimedia Commons.
| Geplaatst     | Omschrijving                                                                                       | Kunstenaar                     | Straat                                                                               | Plaats        | Materiaal               | Afbeelding |
| ------------- | -------------------------------------------------------------------------------------------------- | ------------------------------ | ------------------------------------------------------------------------------------ | ------------- | ----------------------- | ---------- |
| 1654          | alliantiewapen van graaf Albert van den Bergh en zijn tweede vrouw Madeleine de Cusance            |                                | Steenstraat (boven de toegangspoort van het Karmelietenklooster)                     | Boxmeer       |                         |            |
| 1654          | Maria                                                                                              |                                | Steenstraat (boven de toegangspoort van het Karmelietenklooster)                     | Boxmeer       |                         |            |
| 1707          | portretbuste                                                                                       | onbekend                       | Steenstraat (op de gevel van de Latijnse School van het Karmelietenklooster)         | Boxmeer       |                         |            |
| ca. 1737      | portretbuste en reliëf                                                                             | onbekend                       | Zandpaadje (op de geval van Huize 't Zand)                                           | Boxmeer       |                         |            |
| ca. 1782      | Heilig Hartreliëf                                                                                  | onbekend                       | Veerstraat (op de gevel van Kasteel Boxmeer)                                         | Boxmeer       |                         |            |
| 18de eeuw     | Christus aan het kruis                                                                             | onbekend                       | Het Zand                                                                             | Boxmeer       |                         |            |
| 1806-1810     | portretbuste (mogelijk van keizer Napoleon Bonaparte)                                              | onbekend                       | Veerstraat (op de gevel van Kasteel Boxmeer)                                         | Boxmeer       |                         |            |
| 1888          | Sint Rochus                                                                                        | onbekend                       | Van den Bergplein (op de voorgevel van de Sint Rochuskerk)                           | Rijkevoort    |                         |            |
| 1890          | reliëfs                                                                                            |                                | Begijnenstraat (op de muur rond de Rooms katholieke begraafplaats)                   | Boxmeer       |                         |            |
| 1890          | | 14 kruiswegstaties             | Begijnenstraat (op de muur rond de Rooms katholieke begraafplaats)                   | Boxmeer       |                         |            |
| ca. 1890      | | kruisbeeld                     | Begijnenstraat (op de Rooms katholieke begraafplaats)                                | Boxmeer       |                         |            |
| 1899          | ornament voor bovenlicht, met een afbeelding van een ram en de symbolen van geloof, hoop en liefde | onbekend                       | Steenstraat                                                                          | Boxmeer       |                         |            |
| ca. 1900?     | wapen Van Sasse van Ysselt                                                                         | onbekend                       | Sambeekseweg (op de gevel van villa 'De Korf')                                       | Boxmeer       |                         |            |
| 1910          | Rosa van Lima                                                                                      | onbekend                       | Torenstraat (op de gevel van voormalig Domicanessenklooster Sint Anna)               | Sambeek       |                         |            |
| 1920          | Sint Rochus                                                                                        | onbekend                       | hoek Beugenseweg-Spoorstraat (bij de ingang van de Rochuskapel)                      | Boxmeer       |                         |            |
| 1920          | Heilig Hartbeeld                                                                                   | Franz Linden                   | Beugenseweg (hoek Frans Halsstraat)                                                  | Boxmeer       |                         |            |
| 1930          | Heilig Hartbeeld                                                                                   | onbekend                       | Mgr Geurtsstraat                                                                     | Maashees      |                         |            |
| 1930          | R.K. wegkruis met corpus                                                                           | onbekend                       | Dorpsstraat                                                                          | Oeffelt       |                         |            |
| 1930          | Kruisbeeld                                                                                         | onbekend                       | Sint Janslaan (hoek Korte Sint Janslaan)                                             | Sambeek       |                         |            |
| ca. 1930      | R.K. Kruisbeeld                                                                                    | onbekend                       | Groeningsestraat                                                                     | Groeningen    |                         |            |
| ca. 1930      | R.K. Kruisbeeld                                                                                    | onbekend                       | Spoorstraat                                                                          | Vierlingsbeek |                         |            |
| ca. 1930      | Heilig Hartbeeld                                                                                   | onbekend                       | De Raetsingel (op de gevel van De Weijer)                                            | Boxmeer       |                         |            |
| ca. 1930      | Heilige Maria                                                                                      | onbekend                       | De Raetsingel (op de gevel van De Weijer)                                            | Boxmeer       |                         |            |
| ca. 1930      | Heilige Maria                                                                                      | onbekend                       | Meester van den Berghplein (voor de Sint Rochuskerk)                                 | Rijkevoort    |                         |            |
| 1931          | Heilig Hartbeeld                                                                                   | Firma Thissen                  | 14 oktoberplein                                                                      | Overloon      |                         |            |
| 1941          | monument ter nagedachtenis van gevallenen in 1940 in Boxmeer                                       | onbekend                       | Begijnenstraat (op de Rooms katholieke begraafplaats)                                | Boxmeer       | natuursteen en baksteen |            |
| voor 1942     | reliëf De Pedagoog                                                                                 | onbekend                       | De Raetsingel (op de gevel van de voormalige school "De Morgenster")                 | Boxmeer       |                         |            |
| 1944          | Monument voor het Regiment Stoottroepen                                                            | Charles Eyck                   | Museumpark Oorlogsmuseum Overloon                                                    | Overloon      | brons                   |            |
| 1947          | Heilige Maria                                                                                      | Albert Meertens                | De Weerd Hogeweg                                                                     | Maashees      |                         |            |
| 1950          | oorlogsmonument                                                                                    | Albert Meertens                | Spoorstraat                                                                          | Vierlingsbeek | natuursteen en baksteen |            |
| ca. 1950      | R.K. Kruisbeeld                                                                                    | onbekend                       | Irenestraat (hoek Pasveldseweg)                                                      | Overloon      |                         |            |
| ca. 1950      | Wegkapel Heilige Maria                                                                             | onbekend                       | Stalenberg                                                                           | Sambeek       |                         |            |
| ca. 1950-1960 | Kapelletje                                                                                         | onbekend                       | Voortweg (aan een boom)                                                              | Groeningen    |                         |            |
| 1952          | evangelistensymbolen                                                                               | Frans van der Burgt            | Pastoor Jansenstraat (Sint Laurentiuskerk)                                           | Vierlingsbeek |                         |            |
| ca. 1952      | reliëf                                                                                             | onbekend                       | Pastoor Jansenstraat (Sint Laurentiuskerk)                                           | Vierlingsbeek |                         |            |
| 1953          | Heilige Laurentius                                                                                 | Frans van der Burgt            | Pastoor Jansenstraat (Sint Laurentiuskerk)                                           | Vierlingsbeek |                         |            |
| 1953          | Heilige Antonius                                                                                   | Frans van der Burgt            | Pastoor Jansenstraat (Sint Laurentiuskerk)                                           | Vierlingsbeek |                         |            |
| 1953          | Heilige Lucia                                                                                      | Frans van der Burgt            | Pastoor Jansenstraat (Sint Laurentiuskerk)                                           | Vierlingsbeek |                         |            |
| 1954          | Maria van de Goede Duik                                                                            | Piet van Dongen                | Venraijseweg                                                                         | Overloon      |                         |            |
| 1955          | reliëf van Christus met de evangelistensymbolen                                                    | onbekend                       | Kerkplein (op de gevel van de San Salvatorkerk)                                      | Oeffelt       |                         |            |
| ca. 1960      | R.K. Kruis met corpus                                                                              | onbekend                       | Provincialeweg (hoek Veerweg)                                                        | Vortum-Mullem |                         |            |
| ca. 1960      | Sint Antonius                                                                                      | Harrie Cremers                 | Voortweg                                                                             | Groeningen    | hout                    |            |
| ca. 1960      | R.K. Kruis met corpus                                                                              | onbekend                       | Gildestraat                                                                          | Holthees      |                         |            |
| 1962          | Vrijheidsmonument                                                                                  | Rien Evers                     | 14 Oktoberplein                                                                      | Overloon      | koper                   |            |
| 1963          | plaquette ter nagedachtenis aan oorlogsslachtoffers                                                | onbekend                       | Raadhuisplein (op de gevel van het gemeentehuis)                                     | Boxmeer       | natuursteen             |            |
| 1965          | oorlogsmonument                                                                                    | onbekend                       | Torenstraat                                                                          | Sambeek       | natuursteen             |            |
| 1965          | Ongebroken verzet                                                                                  | Hubert van Lith                | Museumpark Oorlogsmuseum Overloon                                                    | Overloon      |                         |            |
| ca. 1965      | Bedeplaats                                                                                         | onbekend                       | Torenstraat (verwijderd in 2000)                                                     | Sambeek       |                         |            |
| 1965          | De Tochtgenoten                                                                                    | Hubert van Lith                | Museumpark Oorlogsmuseum Overloon                                                    | Overloon      |                         |            |
| 1967          | Bok                                                                                                | onbekend                       | hoek Burgemeester Verkuijlstraat/Bakelgeertstraat                                    | Boxmeer       |                         |            |
| 1972          | Stichting 1940-1945                                                                                | Johan Jorna                    | Museumpark Oorlogsmuseum Overloon                                                    | Overloon      | brons                   |            |
| 1978          | Jan Borghouts (Peter Zuid)                                                                         | Piet Killaars                  | Museumpark Oorlogsmuseum Overloon                                                    | Overloon      | brons                   |            |
| 1982          | De stapeling                                                                                       | Pieter Kortekaas               | Weijerpark                                                                           | Boxmeer       | polyester               | Stateling  |
| 1984          | De Nar                                                                                             | Rien Evers                     | Plantsoen Gildestraat                                                                | Holthees      | terra-cotta             |            |
| 1984          | Koningin Wilhelmina                                                                                | Pieter de Monchy               | Oorlogsmuseum Overloon                                                               | Overloon      | brons                   |            |
| 1984          | Prins Bernhard                                                                                     | Pieter de Monchy               | Oorlogsmuseum Overloon                                                               | Overloon      | brons                   |            |
| 1984          | reliëf Sint Antonius en Sint Sebastiaan                                                            | onbekend                       | Brouwerstraat-Heiveldsestraat (op de Gildekapel Sint Antonius Sint Sebastiaan)       | Beugen        |                         |            |
| 1984          | houtsnijwerk Sint Antonius en Sint Sebastiaan                                                      | onbekend                       | Brouwerstraat-Heiveldsestraat (op de Gildekapel Sint Antonius Sint Sebastiaan)       | Beugen        |                         |            |
| 1984          | houtsnijwerk                                                                                       | onbekend                       | Brouwerstraat-Heiveldsestraat (op de Gildekapel Sint Antonius Sint Sebastiaan)       | Beugen        |                         |            |
| 1985          | Oorlogsmonument                                                                                    | onbekend                       | Kerkplein (op de zijwand van de San Salvatorkerk)                                    | Oeffelt       |                         |            |
| 1986          | gedenksteen                                                                                        | onbekend                       | Grotestraat (op de Sint Janstoren)                                                   | Sambeek       |                         |            |
| 1987          | Het gezin                                                                                          | Jac Maris                      | Plantsoen Burgemeester Hengstplein                                                   | Boxmeer       | brons                   | Gezin      |
| 1988          | fontein                                                                                            | Pieter Kortekaas               | Hoogkoorpassage (binnenplein)                                                        | Boxmeer       | brons en hardsteen      |            |
| 1969          | Twee kinderen                                                                                      | Rien Evers                     | Weijerstraat 2 (basisschool De Weijerhof)                                            | Boxmeer       |                         |            |
| 1989          | De Gevangene                                                                                       | Alexander Mositsjoek           | Museumpark Oorlogsmuseum Overloon                                                    | Overloon      |                         |            |
| 1989          | oorlogsmonument                                                                                    | onbekend                       | Spoorstraat (toegangspoort Joods kerkhof)                                            | Vierlingsbeek |                         |            |
| 1990          | nar                                                                                                | G. Venbrux (of G. Groothusen?) | Dorpsstraat (zijgevel gemeenschapshuis)                                              | Beugen        | trespa                  |            |
| 1991          | onbekend                                                                                           | Gerard Verdijk                 | Plantsoen Weijergracht                                                               | Boxmeer       | marmer                  |            |
| 1992          | onbekend                                                                                           | Michiel Kuipers                | Rotonde Dorpsstraat/Hapseweg                                                         | Oeffelt       | baksteen en beton       |            |
| 1993          | De Samenleving                                                                                     | Niek van Leest                 | Plantsoen Kerkstraat-Zuid                                                            | Oeffelt       | brons                   |            |
| 1993          | muurreliëf                                                                                         | Arno Arts (kunstenaar)         | Valendries (buitenmuur loods gemeentewerf) (niet meer aanwezig)                      | Boxmeer       |                         |            |
| 1995          | dijkcoupure                                                                                        | Marinus Kippers                | Veerstraat                                                                           | Boxmeer       | baksteen en metaal      |            |
| 1995          | oorlogsmonument                                                                                    | Willem Muijs                   | Rapenstraat                                                                          | Boxmeer       | roestvrij staal         |            |
| 1996          | Dwangarbeid 1940-1945                                                                              | John Brandon                   | Museumpark Oorlogsmuseum Overloon                                                    | Overloon      |                         |            |
| 1997          | reliëfs                                                                                            | onbekend                       | Engelseweg (op de gevel van de Heilige Theobaldus en Antonius van Paduakerk)         | Overloon      |                         |            |
| 1998          | Doremifasollasido                                                                                  | Mathieu Knippenbergh           | Rotonde Burgemeester Verkuijlstraat/ Spoorstraat/Beugenseweg/Steenstraat             | Boxmeer       | beton                   |            |
| 1998          | Vogelvlucht                                                                                        | Adrienne de Lange              | Rotonde Ingenieur Wagterstraat/Sint Anthonisweg (tijdelijk in opslag)                | Boxmeer       | metaal                  |            |
| 1998          | De Huibuuke 1954-1998                                                                              | Clemens Weijmans               | 14 Octoberplein (niet meer aanwezig)                                                 | Overloon      | brons                   |            |
| 1999          | Metworstbeeld                                                                                      | Sias Fanoembi                  | Rotonde Sambeekseweg/Bocstraat                                                       | Boxmeer       | brons                   |            |
| 1999          | Oorlogsmonument                                                                                    | Jan M. Driessen                | Sint-Jozeflaan                                                                       | Holthees      | staal                   |            |
| 2000          | onbekend                                                                                           | Anjeliek Blaauw                | Rotonde Beugenseweg/Hollesteeg                                                       | Boxmeer       | beton met waterpartij   |            |
| 2004          | Jumelage Boxmeer-Sigmaringen                                                                       | Juul Baltussen                 | Voorplantsoen De Weijer                                                              | Boxmeer       |                         |            |
| 2000          | onbekend                                                                                           | Ralph Lambertz                 | Kapelstraat (in het park)                                                            | Rijkevoort    | staal                   |            |
| 2000          | Herdenkingsmonument Emmy Jeuken-Gertjan Bienenmann                                                 | Ria Jeuken-Geerts              | hoek Gildestraat/Sint Jozeflaan                                                      | Holthees      | Staal                   |            |
| 2000          | Levend water                                                                                       | onbekend                       | Groeningsestraat                                                                     | Groeningen    |                         |            |
| 2001          | Het Oog                                                                                            | Paul Haentjes                  | Rotonde Beugenseweg                                                                  | Boxmeer       | metaal                  |            |
| 2001          | Lancaster-monument                                                                                 | Theo van Bergen                | Molenstraat                                                                          | Oeffelt       |                         |            |
| 2002          | Vensterbank                                                                                        | Jerome Symons                  | Kerkplein                                                                            | Beugen        | metaal                  |            |
| 2002          | Monnik                                                                                             | Hans van der Ham               | Plantsoen Rieterweg                                                                  | Maashees      | brons                   |            |
| 2002          | Gildetrom                                                                                          | Juul Baltussen                 | Gildetrom                                                                            | Overloon      |                         |            |
| 2003          | Fier                                                                                               | Sias Fanoembi                  | Plantsoen Katsestraat                                                                | Oeffelt       | brons                   |            |
| 2003          | Pinpoint-monument                                                                                  | onbekend                       | Boxmeerseweg (in de nabijheid van de oude landingsplek, net buiten het dorp)         | Beugen        |                         |            |
| 2003          | Joelvuur                                                                                           | Herbert Nouwens                | Provincialeweg                                                                       | Vortum-Mullem | staal                   |            |
| 2004          | At Home (Schouwtoren)                                                                              | R. Leijdekkers                 | Boterbloem                                                                           | Boxmeer       | baksteen en aluminium   |            |
| 2004          | Maankijker                                                                                         | R. Sweere                      | Boterbloem                                                                           | Boxmeer       |                         |            |
| 2004          | Ma de majesteit                                                                                    | Caroline Kortenhorst           | Boterbloem                                                                           | Boxmeer       |                         |            |
| 2004          | museumplaquette                                                                                    | onbekend                       | Museumpark Oorlogsmuseum Overloon                                                    | Overloon      | natuursteen             |            |
| 2005          | Sylvia Millecam                                                                                    | Margriet Hovens                | Weijerpark                                                                           | Boxmeer       | brons                   |            |
| 2005          | zeven dierfiguren                                                                                  | Marjolijn Mandersloot          | wandelroute van het Liberty Park naar Overloon Zoo                                   | Overloon      | brons                   |            |
| 2006          | Wijerdraak                                                                                         | Obed Verbeek                   | De Raetsingel (in de gracht van De Weijer)                                           | Boxmeer       |                         |            |
| 2006          | Duvel van Sambeek                                                                                  | Mirjam Verheijen               | Pastoor de Vochtplein                                                                | Sambeek       | brons                   |            |
| 2007          | Pieterpauze                                                                                        | onbekend                       | Kapelstraat                                                                          | Holthees      | staal                   |            |
| 2008          | 7de Amerikaanse Pantserdivisie                                                                     | onbekend                       | Museumplein, nabij Oorlogsmuseum Overloon                                            | Overloon      | baksteen en hardsteen   |            |
| 2010          | onbekend                                                                                           | Mientje Wever (gedicht)        | De Vilt                                                                              | Beugen        | natuursteen             |            |
| 2011          | Kikker                                                                                             | John Bors                      | Kapelstraat                                                                          | Rijkevoort    |                         |            |
| 2011          | gedenksteen                                                                                        | onbekend                       | Grotestraat (voor de Sint Janstoren)                                                 | Sambeek       |                         |            |
| 2011          | Zorgstroming                                                                                       | Martien Hendriks               | Dokter Kopstraat (voor het Maasziekenhuis Pantein)                                   | Beugen        |                         |            |
| 2011          | houten sculpturen                                                                                  | onbekend                       | Museumpark                                                                           | Overloon      | hout                    |            |
| 2013          | Blauwmenneke                                                                                       | JeanMarianne Bremers           | Steenstraat (bij het Kantongerecht)                                                  | Boxmeer       | brons                   |            |
| 2013          | Processiebruidje                                                                                   | JeanMarianne Bremers           | hoek Veerstraat-Raetsingel                                                           | Boxmeer       | brons                   |            |
| 2013          | Edelknaap                                                                                          | JeanMarianne Bremers           | Veerstraat (bij de afslag naar de Marktstraat)                                       | Boxmeer       | brons                   |            |
| 2013          | Wierookzwaaier                                                                                     | JeanMarianne Bremers           | 't Zand (bij de ingang van het klooster van de zusters van Julie Postel)             | Boxmeer       | brons                   |            |
| 2013          | Engel                                                                                              | JeanMarianne Bremers           | 't Zand (in het plantsoen voor het rustaltaar)                                       | Boxmeer       | brons                   |            |
| 2014          | onbekend                                                                                           | Joshua Pennings                | Zuster Bloemstraat(voor de Rabobank)                                                 | Beugen        | cortenstaal             |            |
|               | Christus aan het kruis                                                                             | onbekend                       | hoek Provinciale Weg-Veerweg                                                         | Vortum-Mullem |                         |            |
|               | Christus aan het kruis                                                                             | onbekend                       | Meester van den Berghplein (op de begraafplaats achter de Sint Rochuskerk)           | Rijkevoort    |                         |            |
| [ 44 ]        | Cross of Sacrifice                                                                                 | Sir Reginald Blomfield         | Vierlingsbeekseweg (op het Brits ereveld)                                            | Overloon      | natuursteen en brons    |            |
|               | Meisje met Bal                                                                                     | onbekend                       | Koorstraat (voor Sportcentrum 't Hoogkoor)                                           | Boxmeer       |                         |            |
|               | onbekend                                                                                           | onbekend                       | Van den Bergplein (op de wand van dorpshuis De Poel)                                 | Rijkevoort    |                         |            |
|               | onbekend                                                                                           | onbekend                       | Gildestraat (bij basisschool Sint Jozef)                                             | Holthees      |                         |            |
|               | onbekend                                                                                           | onbekend                       | Kerkplein (in de kapel op het kerkhof achter de Maria Ten Hemelopneming kerk)        | Beugen        |                         |            |
|               | Onze Lieve Vrouw van de Heihoek                                                                    | onbekend                       | Voortweg (bij Voortweg 9a)                                                           | Groeningen    |                         |            |
|               | reliëf                                                                                             | onbekend                       | De Goeijstraat (voor basisschool Sint Anthonius)                                     | Maashees      | keramiek                |            |
|               | hekkunstwerk                                                                                       | onbekend                       | De Goeijstraat (bij basisschool Sint Anthonius)                                      | Maashees      | beton                   |            |
|               | Koningin Wilhelmina                                                                                | Nico Onkenhout                 | Museumpark Oorlogsmuseum Overloon (niet langer aanwezig)                             | Overloon      |                         |            |
|               | onbekend                                                                                           | onbekend                       | Museumpark                                                                           | Overloon      |                         |            |
|               | onbekend                                                                                           | onbekend                       | Museumpark                                                                           | Overloon      |                         |            |
|               | kruisbeeld                                                                                         | onbekend                       | Kerkpad (op de begraafplaats achter de Heilige Theobaldus en Antonius van Paduakerk) | Overloon      |                         |            |
|               | kruisbeeld                                                                                         | onbekend                       | Torenpad (op de Rooms katholieke begraafplaats Sint Jan de Doper)                    | Sambeek       |                         |            |
|               | onbekend                                                                                           | onbekend                       | Venraijseweg (voor zorgboerderij Samen)                                              | Overloon      |                         |            |
|               | reliëf                                                                                             | onbekend                       | Generaal Whistlerlaan (op basisschool Sint Josef)                                    | Overloon      |                         |            |
|               | reliëf Dank aan onze weldoeners                                                                    | onbekend                       | Theobaldusweg                                                                        | Overloon      |                         |            |
|               | Sint Christoffel                                                                                   | onbekend                       | Staaiweg (aan de gevel van De Staaij)                                                | Vierlingsbeek |                         |            |
|               | leeuwen van Kasteel Het Makken                                                                     | onbekend                       | Staaiweg (ingemetseld in de tuinpoort van De Staaij)                                 | Vierlingsbeek |                         |            |
|               | onbekend                                                                                           | onbekend                       | Beugense Maasstraat (bij de haven)                                                   | Beugen        |                         |            |
|               | onbekend                                                                                           | onbekend                       | Weijerstraat (voor Huize De Weijer)                                                  | Boxmeer       |                         |            |
|               | onbekend                                                                                           | onbekend                       | Weijerpark                                                                           | Boxmeer       |                         |            |
|               | onbekend                                                                                           | onbekend                       | Weijerpark                                                                           | Boxmeer       |                         |            |
|               | onbekend                                                                                           | onbekend                       | Vrijthof (op de hoek met de Spoorstraat)                                             | Vierlingsbeek |                         |            |
|               | reliëf Bakkerij Buijssen                                                                           | onbekend                       | Kerkstraat-Zuid                                                                      | Oeffelt       |                         |            |
|               | sculptuur basisschool 't Telraam                                                                   | onbekend                       | Kerkstraat-Zuid                                                                      | Oeffelt       |                         |            |
|               | plaquette                                                                                          | onbekend                       | Museumpark                                                                           | Overloon      |                         |            |
|               | wapen van de voormalige gemeente Sambeek                                                           | onbekend                       | Grotestraat (op de trappen van het voormalig raadhuis)                               | Sambeek       |                         |            |
|               | wapendragende leeuw                                                                                | onbekend                       | Grotestraat (op de gevel van Café De Gouden Leeuw)                                   | Sambeek       |                         |            |
|               | onbekend                                                                                           | onbekend                       | Winston Churchillstraat (voor basisschool De Bolster)                                | Sambeek       |                         |            |
|               | Beertje Colargol                                                                                   | onbekend                       | Winston Churchillstraat (op de muur van peuterspeelzaal Beertje Colargol)            | Sambeek       |                         |            |
|               | diverse kunstobjecten Wandelende Takken                                                            | Jan van Toorn                  | Museumpark (in het Kampengebouw)                                                     | Overloon      |                         |            |